# Hájek, Karlovy Vary
Hájek là một làng thuộc huyện Karlovy Vary, vùng Karlovarský, Cộng hòa Séc.